# Casa Cuiabana
O Casa Cuiabana é um bem tombado localizado no município de Cuiabá, no Mato Grosso. Antigamente, a Casa era referida como “Chácara de Deidâmia”.
A Casa foi erguida ainda no século XVIII em estilo colonial tendo sua construção feita em taipa e adobe sobre alicerces em pedra canga. Possui nove cômodos, portas grandes e piso de ladrilho. Sua estrutura inteira foi desenvolvida para se adaptadar ao calor de Cuiabá. Todas as janelas tinham rótulas em sua parte inferior e caixilhos de vidro em sua parte superior. Tal modelo de janelas demonstra a importância da família que residia ali, visto que, essas janelas só existiam nas casas dos mais ricos.
Durante uma reforma, foi estabelecido um Teatro de Arena, gerando mais uma opção para os grupos artísticos da região. Posteriormente, passou a receber a Federação Matogrossense de Cururu e Siriri e suas festas, ensaios e manifestações.
Seu espaço cultural tem a função de promover atividades que religiosas cuiabanas, divulgação e preservação dos costumes culinários, cursos, eventos culturais, workshops, palestras, seminários, datas comemorativas, exposições, oficinas, shows e eventos variados. Seu planejamento foi realizado de modo a funcionar como um espaço cultural de uso múltiplo.
O primeiro dono da construção foi Mariano de Campos Borralho. Em 1901, José Mariano de Campos adquiriu a casa. Após a morte dele, a propriedade passou a ser responsabilidade de sua viúva, Deidãmia Borralho de Campos.
A casa foi tombada como patrimônio histórico e cultural em 1983 através da portaria N.º 27/83 publicada no Diário Oficial de Mato Grosso em 13 em junho daquele ano.